# Ezoe Kenjiro
Kenjiro Ezoe (sinh ngày 25 tháng 8 năm 1982) là một cầu thủ bóng đá người Nhật Bản.

## Sự nghiệp câu lạc bộ
Kenjiro Ezoe đã từng chơi cho Cerezo Osaka, Kataller Toyama và Sagawa Printing.